# Micropalpimanus poinari
Micropalpimanus poinari Wunderlich, 2008 è una specie di ragni fossili del sottordine Araneomorphae.
È l'unica specie del genere Micropalpimanus, che è l'unico genere della famiglia Micropalpimanidae

## Descrizione
La famiglia ricorda i ragni appartenenti a quella, tuttora esistente, dei Palpimanidae.

## Distribuzione
Si tratta di una famiglia estinta di ragni le cui specie ad oggi note sono state scoperte nell'ambra della Birmania. Esse risalgono al Cretaceo.

## Tassonomia
A febbraio 2015, di questa famiglia fossile è noto un solo genere, composto da una sola specie:
- Micropalpimanus Wunderlich, 2008d †, Cretaceo
  - Micropalpimanus poinari Wunderlich, 2008 †, Cretaceo

### Specie indeterminate
Un esemplare reperito in Birmania e attribuito dall'aracnologo Wunderlich a questa famiglia è in uno stato ancora indeterminato, in attesa di esami ed analisi più approfondite:
- Micropalpimanus indeterminato Wunderlich, 2012d †, Cretaceo